# NWA World Women’s Tag Team Championship
NWA World Women’s Tag Team Championship – tytuł mistrzowski dywizji tag team dla kobiet profesjonalnego wrestlingu promowany przez federację National Wrestling Alliance (NWA).   
Utworzony został na początku lat 50. XX wieku i był aktywnie broniony aż do 1983 roku, kiedy to World Wrestling Federation (WWF) wykupiło pełne prawa do mistrzostwa i utworzyło własne WWF Women’s Tag Team Championship. 16 lipca 2021 producentka gali NWA EmPowerrr Mickie James ogłosiła, że mistrzostwa zostaną reaktywowane, a nowe posiadaczki zostaną wyłonione w turnieju z udziałem czterech drużyn na EmPowerr 28 sierpnia. Finał turnieju zwyciężyła drużyna The Hex, składająca się z Allysin Kay i Marti Belle, zwyciężając zespół Red Velvet i KiLynn King.  

## Historia tytułu
| Panowanie        | Numer panowania przez dane mistrzynie w liście                                  |
| Miejsce          | Miasto, w którym tytuł został zdobyty                                           |
| Gala             | Gala, na której zawodniczki zdobyły tytuł                                       |
| Rozpoznawane dni | Dni, które są uznawane przez federację na jej oficjalnej stronie                |
| +                | Liczba dni zmienia się z kolejnym dniem (Jest to liczba dni obecnego panowania) |
| <1               | Panowanie trwało mniej niż jeden dzień                                          |
| †                | Panowanie nie jest uznawane przez federację                                     |

| Lp.                                                                              | Mistrzynie                                               | Panowanie | Data zdobycia             | Gala                  | Miejsce                       | Dni     | Dodatkowe informacje | Odn.                |
| -------------------------------------------------------------------------------- | -------------------------------------------------------- | --------- | ------------------------- | --------------------- | ----------------------------- | ------- | --- | ------------------- |
| 1                                                                                | Ella Waldek i Mae Young                                  | 1         | Nieznana                  | Nieznana              | Nieznane                      | [ a ]   | | [ 1 ]               |
| 2                                                                                | June Byers i Millie Stafford                             | 1         | 11 września 1952(dts)     | Live Event            | Meksyk, Meksyk                | 134     | | [ 1 ]               |
| 3                                                                                | June Byers (2) i Mary Jane Mull                          | 1         | 23 stycznia 1953(dts)     | Live Event            | Nebraska                      | 37–67   | Mull wygrała turniej, aby zastąpić Millie Stafford, która wzięła wolne z powodów osobistych. | [ 1 ]               |
| 4                                                                                | Daisy Mae i Golden Venus                                 | 1         | Marzec 1953               | Live Event            | Nieznane                      | [ a ]   | Mae i Venus zostały uznane za mistrzynie w Wirginii Zachodniej. | [ 1 ]               |
| Brak dokumentacji posiadaczek mistrzostwa od marca do września 1953              |                                                          |           |                           |                       |                               |         | |                     |
| 5                                                                                | Carol Cook i Ruth Boatcallie                             | 1         | Wrzesień 1953             | Live Event            | Nieznane                      | 75–104  | Cook i Boatcallie zostały uznane za mistrzynie w Alabamie i Tennessee. | [ 1 ]               |
| 6                                                                                | June Byers (3) i Mary Jane Mull                          | 2         | 14 grudnia 1953(dts)      | Live Event            | Birmingham, Alabama           | 230–260 | | [ 1 ]               |
| —                                                                                | Wakat                                                    | —         | Sierpień 1953             | —                     | —                             | —       | Mistrzostwa zostały odebrane Bryres i Mull, po tym jak Byres wygrała NWA World Women’s Championship. | [ 4 ]               |
| 7                                                                                | June Byers (4) i Millie Stafford (2)                     | 2         | 7 grudnia 1954(dts)       | Live Event            | Nieznane                      | [ a ]   | Byers i Stafford zostały uznane za mistrzynie dopiero 26 stycznia 1955. | [ 1 ]               |
| 8                                                                                | Lorraine Johnson i Penny Banner                          | 1         | 1955                      | Live Event            | Ohio                          | [ a ]   | Nie ustalono w jakich okolicznościach Johnson i Banner zdobyły mistrzostwo. | [ 4 ]               |
| Brak dokumentacji posiadaczek mistrzostwa od 1955 do marca 1956                  |                                                          |           |                           |                       |                               |         | |                     |
| 9                                                                                | Daisy Mae i Golden Venus                                 | 2         | Marzec 1956               | Live Event            | Wirginia Zachodnia            | 123–182 | Mae i Venus zostały uznane za mistrzynie w Wirginii Zachodniej. | [ 1 ]               |
| Brak dokumentacji posiadaczek mistrzostwa od marca do 30 lipca 1956              |                                                          |           |                           |                       |                               |         | |                     |
| 10                                                                               | Bonnie Watson i Penny Banner (2)                         | 1         | 30 lipca 1956(dts)        | Live Event            | Nieznane                      | [ a ]   | | [ 1 ]               |
| Brak dokumentacji posiadaczek mistrzostwa od 30 lipca do 15 sierpnia 1956        |                                                          |           |                           |                       |                               |         | |                     |
| 11                                                                               | June Byers (5) i Mars Bennett                            | 1         | 15 sierpnia 1956(dts)     | Live Event            | Nieznane                      | [ a ]   | | [ 1 ]               |
| Brak dokumentacji posiadaczek mistrzostwa od 15 sierpnia 1956 do lutego 1957     |                                                          |           |                           |                       |                               |         | |                     |
| 12                                                                               | Betty Jo Hawkins i Penny Banner (3)                      | 1         | Luty 1957                 | Nieznana              | Nieznane                      | [ a ]   | | [ 1 ]               |
| 13                                                                               | Barbara Baker i June Byers (6)                           | 1         | 13 lutego 1957(dts)       | Live Event            | Vancouver, Kolumbia Brytyjska | [ a ]   | | [ 1 ]               |
| Brak dokumentacji posiadaczek mistrzostwa od 13 lutego do lipca 1957             |                                                          |           |                           |                       |                               |         | |                     |
| 14                                                                               | Betty Jo Hawkins i Penny Banner (4)                      | 2         | Lipiec 1957               | Live Event            | Nieznane                      | [ a ]   | | [ 1 ]               |
| 15                                                                               | June Byers (7) i Ethel Johnson                           | 1         | 9 lipca 1957(dts)         | Live Event            | Nieznane                      | [ a ]   | | [ 1 ]               |
| Brak dokumentacji posiadaczek mistrzostwa od 9 lipca 1957 do 2 lutego 1958       |                                                          |           |                           |                       |                               |         | |                     |
| 16                                                                               | Lorraine Johnson (2) i Millie Stafford (3)               | 1         | 2 lutego 1958(dts)        | Live Event            | Joplin, Missouri              | [ a ]   | | [ 1 ]               |
| Brak dokumentacji posiadaczek mistrzostwa od 2 lutego do 16 czerwca 1958         |                                                          |           |                           |                       |                               |         | |                     |
| 17                                                                               | Lorraine Johnson (3) i Penny Banner (5)                  | 1         | 16 czerwca 1958(dts)      | Live Event            | Nieznane                      | [ a ]   | Nie ustalono w jakich okolicznościach Johnson i Banner zdobyły mistrzostwo. Możliwe, że Banner zastąpiła Stafford. | [ 1 ]               |
| Brak dokumentacji posiadaczek mistrzostwa od 16 czerwca do 4 grudnia 1958        |                                                          |           |                           |                       |                               |         | |                     |
| 18                                                                               | Kay Noble i Lolita Martinez                              | 1         | 4 grudnia 1958(dts)       | Live Event            | Amarillo, Teksas              | [ a ]   | Zdobyły mistrzostwo pokonując drużynę Lorraine Johnson i Kathy Starr, wskutek czego Banner również była uznawana za mistrzynie od dnia 24 lutego 1959. Ostatnie zapisy, które wymieniają Banner jako ówczesną współposiadaczkę tytułu sięgają 14 stycznia 1961. | [ 1 ]               |
| Brak dokumentacji posiadaczek mistrzostwa od 4 grudnia 1958 do 23 listopada 1961 |                                                          |           |                           |                       |                               |         | |                     |
| 19                                                                               | Adrienne Ames i Pat Lyda                                 | 1         | 23 listopada 1961(dts)    | Live Event            | Harvey, Luizjana              | [ a ]   | | [ 1 ] [ 5 ]         |
| Brak dokumentacji posiadaczek mistrzostwa od 4 grudnia 1958 do 2 listopada 1967  |                                                          |           |                           |                       |                               |         | |                     |
| 20                                                                               | The Fabulous Moolah i Patty Nelson                       | 1         | 2 listopada 1967(dts)     | Nieznana              | Nieznane                      | [ a ]   | Moolah i Nelson zostały uznane za mistrzynie w Bostonie, Massachusetts. | [ 1 ]               |
| Brak dokumentacji posiadaczek mistrzostwa od 2 listopada 1967 do maja 1970       |                                                          |           |                           |                       |                               |         | |                     |
| 21                                                                               | The Fabulous Moolah (2) i Toni Rose                      | 1         | Maj 1970                  | Live Event            | Nieznane                      | <1–15   | Nie ustalono w jakich okolicznościach Moolah i Rose zdobyły mistrzostwo. Najprawdopodobniej pokonały Adrienne Ames i Pat Lydę. | [ 1 ] [ 6 ]         |
| 22                                                                               | Donna Christanello i Kathy O’Day                         | 1         | 15 maja 1970(dts)         | Live Event            | Los Angeles, Kalifornia       | 21      | | [ 1 ] [ 6 ]         |
| 23                                                                               | The Fabulous Moolah (3) i Toni Rose (2)                  | 2         | 5 czerwca 1970(dts)       | Live Event            | Bakersfield, Kalifornia       | [ a ]   | | [ 1 ] [ 4 ] [ 7 ]   |
| Brak dokumentacji posiadaczek mistrzostwa od 5 czerwca do 2 października 1970    |                                                          |           |                           |                       |                               |         | |                     |
| 24                                                                               | Donna Christanello (2) i Toni Rose (3)                   | 1         | 2 października 1970(dts)  | Live Event            | Nieznane                      | [ a ]   | | [ 1 ] [ 8 ]         |
| 25                                                                               | Sandy Parker i Susan Green                               | 1         | 24 listopada 1971(dts)    | Live Event            | Honolulu, Hawaje              | 3       | | [ 1 ] [ 9 ]         |
| 26                                                                               | Donna Christanello (3) i Toni Rose (4)                   | 2         | 27 listopada 1971(dts)    | Live Event            | Honolulu, Hawaje              | 688     | Według danych z serwisów Bleacher Report oraz Cagematch Christanello i Rose wygrały mistrzostwo w lutym 1972, w Hongkongu. | [ 1 ]               |
| 27                                                                               | Joyce Grable i Vicki Williams                            | 1         | 15 października 1973(dts) | Live Event            | Nowy Jork                     | 677     | | [ 1 ] [ 11 ] [ 12 ] |
| 28                                                                               | Donna Christanello (4) i Toni Rose (5)                   | 3         | 23 sierpnia 1975(dts)     | Live Event            | Boston, Massachusetts         | 554     | | [ 1 ] [ 13 ]        |
| 29                                                                               | Joyce Grable i Vicki Williams                            | 2         | 27 lutego 1977(dts)       | Live Event            | St. Petersburg, Floryda       | [ a ]   | Według danych z serwisu Bleacher Report Grable i Williams wygrały mistrzostwo 16 kwietnia 1978. | [ 1 ] [ 14 ]        |
| Brak dokumentacji posiadaczek mistrzostwa od 27 lutego do sierpnia 1978          |                                                          |           |                           |                       |                               |         | |                     |
| 30                                                                               | Beverly Shade i Natasha the Hatchet Lady                 | 1         | Sierpień 1978             | Live Event            | Memphis, Tennessee            | [ a ]   | Shade i Natasha zostały uznane za mistrzynie wyłącznie w Memphis. | [ 1 ] [ 15 ]        |
| 31                                                                               | Judy Martin i Leilani Kai                                | 1         | 23 sierpnia 1978(dts)     | Live Event            | Key West, Floryda             | 2       | Nie ustalono w jakich okolicznościach Martin i Kai zdobyły mistrzostwo. | [ 1 ]               |
| 32                                                                               | Joyce Grable i Vicki Williams                            | 3         | 25 sierpnia 1978(dts)     | Live Event            | St. Petersburg, Floryda       | [ a ]   | | [ 1 ] [ 16 ]        |
| Brak dokumentacji posiadaczek mistrzostwa od 25 sierpnia 1978 do 26 grudnia 1979 |                                                          |           |                           |                       |                               |         | |                     |
| 33                                                                               | Judy Martin i Leilani Kai                                | 2         | 26 grudnia 1979(dts)      | Live Event            | Nieznane                      | 126     | Nie ustalono w jakich okolicznościach Martin i Kai zdobyły mistrzostwo. | [ 1 ]               |
| 34                                                                               | Joyce Grable (4) i Wendi Richter                         | 1         | 30 kwietnia 1980(dts)     | Live Event            | Springfield, Missouri         | 729     | | [ 1 ] [ 17 ]        |
| 35                                                                               | Princess Victoria i Sabrina                              | 1         | 29 kwietnia 1982(dts)     | Live Event            | Kansas City, Missouri         | 7       | | [ 1 ] [ 18 ]        |
| 36                                                                               | Joyce Grable (5) i Wendi Richter                         | 2         | 6 maja 1982(dts)          | Live Event            | Kansas City, Missouri         | 372     | | [ 1 ] [ 19 ]        |
| 37                                                                               | Penny Mitchell i Velvet McIntyre                         | 1         | 13 maja 1983(dts)         | Live Event            | Calgary, Alberta, Kanada      | 10      | | [ 1 ] [ 20 ]        |
| 38                                                                               | Joyce Grable (6) i Wendi Richter                         | 3         | 23 maja 1983(dts)         | Live Event            | Vancouver, Kolumbia Brytyjska | 317     | | [ 1 ] [ 21 ]        |
| —                                                                                | Dezaktywacja                                             | —         | 4 kwietnia 1984(dts)      | —                     | —                             | —       | World Wrestling Federation (WWF) wykupiło prawa do mistrzostw od The Fabulous Moolah i utworzyło WWF Women’s Tag Team Championship, uznając Velvet McIntyre i Princess Victorię jako mistrzynie inauguracyjne.                                                  | [ 1 ] [ 4 ]         |
| 39                                                                               | The Hex (Allysin Kay i Marti Belle)                      | 1         | 28 sierpnia 2021(dts)     | NWA EmPowerrr         | Saint Louis, Missouri         | 287     | Pokonały Red Velvet i KiLynn King, w finale turnieju o przywrócone mistrzostwo. | [ 3 ]               |
| 40                                                                               | Pretty Empowered (Ella Envy i Kenzie Paige)              | 1         | 11 czerwca 2022(dts)      | Alwayz Ready          | Knoxville, Tennessee          | 245     | | [ 22 ]              |
| 41                                                                               | The Renegade Twins (Charlette Renegade i Robyn Renegade) | 1         | 11 lutego 2023(dts)       | Nuff Said             | Tampa Bay, Floryda            | 1       | | [ 23 ]              |
| 42                                                                               | Pretty Empowered 2.0 (Ella Envy (2) i Roxy)              | 1         | 12 lutego 2023            | NWA Powerrr           | Tampa Bay, Floryda            | <1      | | [ 24 ]              |
| 43                                                                               | M95 Madi Wrenkowski i Missa Kate)                        | 1         | 12 lutego 2023            | NWA Powerrr           | Tampa Bay, Floryda            | 196     | Wyemitowano 21 lutego 2023. Wykorzystały swój przywilej Champions Series. | [ 24 ]              |
| 44                                                                               | Pretty Empowered (Ella Envy (3) i Kylie Paige)           | 1         | 27 sierpnia 2023          | 75th Anniversary Show | Saint Louis, Missouri         | 139     | | [ 25 ]              |
| 45                                                                               | The King Bees (Charity King i Danni Bee)                 | 1         | 13 stycznia 2024          | Paranoia              | Fort Lauderdale, Floryda      | 231     | Wyemitowano 27 lutego 2024. | [ 26 ]              |
| 46                                                                               | The It Girls (Ella Envy (4) i Miss Star)                 | 1         | 31 sierpnia 2024          | 76th Anniversary Show | Filadelfia, Pensylwania       | 105     | Wyemitowano 22 października 2024. | [ 27 ]              |
| 47                                                                               | Big Mama i Kenzie Paige (2)                              | 1         | 14 grudnia 2024           | Looks That Kill       | Dothan, Alabama               | 98      | Wyemitowano 11 lutego 2025. | [ 28 ]              |
| 48                                                                               | TVMA (Tiffany Nieves i Valentina Rossi)                  | 1         | 22 marca 2025             | Hard Times V          | Dothan, Alabama               | 45+     | |                     |

## Połączone panowania
| † | Oznacza obecne mistrzynie                                                 |
| ¤ | Dokładna Ilość dni nie jest znana, wskutek czego dni mogą być niedokładne |

### Zespołowo
| Miejsce | Drużyna                                                  | Liczba panowań | Łączna liczba dni |
| ------- | -------------------------------------------------------- | -------------- | ----------------- |
| 1       | Joyce Grable i Wendi Richter                             | 3              | 1418¤             |
| 2       | Donna Christanello i Toni Rose                           | 3              | 1242¤             |
| 3       | Joyce Grable i Vicki Williams                            | 3              | 677¤              |
| 4       | June Byers i Mary Jane Mull                              | 2              | 267–327¤          |
| 5       | The Hex (Allysin Kay i Marti Belle)                      | 1              | 287               |
| 6       | Pretty Empowered (Ella Envy i Kenzie Paige)              | 1              | 246               |
| 7       | The King Bees (Charity King and Danni Bee)               | 1              | 231               |
| 8       | M95 (Madi Wrenkowski i Missa Kate)                       | 1              | 196               |
| 9       | Pretty Empowered (Ella Envy i Kylie Paige)               | 1              | 139               |
| 10      | June Byers i Millie Stafford                             | 2              | 134¤              |
| 11      | Judy Martin i Leilani Kai                                | 2              | 128¤              |
| 12      | Daisy Mae i Golden Venus                                 | 2              | 123–182¤          |
| 13      | The It Girls (Ella Envy i Miss Starr)                    | 1              | 105               |
| 14      | Carol Cook i Ruth Boatcallie                             | 1              | 75–104¤           |
| 15      | Big Mama i Kenzie Paige                                  | 1              | 98                |
| 16      | Donna Christanello i Kathy O’Day                         | 1              | 21                |
| 17      | Penny Mitchell i Velvet McIntyre                         | 1              | 10¤               |
| 18      | Princess Victoria i Sabrina                              | 1              | 7                 |
| 19      | TVMA (Tiffany Nieves i Valentina Rossi) †                | 1              | 45+               |
| 20      | Sandy Parker i Susan Green                               | 1              | 3                 |
| 21      | The Renegade Twins (Charlette Renegade i Robyn Renegade) | 1              | 1                 |
| 22      | Pretty Empowered 2.0 (Ella Envy i Roxy)                  | 1              | <1                |
| 23      | Beverly Shade i Natasha the Hatchet Lady                 | 1              | <1–22¤            |
| -       | Adrienne Ames i Pat Lyda                                 | 1              | N/A               |
| -       | Barbara Baker i June Byers                               | 1              | N/A               |
| -       | Betty Jo Hawkins i Penny Banner                          | 2              | N/A               |
| -       | Bonnie Watson i Penny Banner                             | 1              | N/A               |
| -       | Ella Waldek i Mae Young                                  | 1              | N/A               |
| -       | June Byers i Ethel Johnson                               | 1              | N/A               |
| -       | June Byers i Mars Bennett                                | 1              | N/A               |
| -       | Kay Noble i Lolita Martinez                              | 1              | N/A               |
| -       | Lorraine Johnson i Millie Stafford                       | 1              | N/A               |
| -       | Lorraine Johnson i Penny Banner                          | 2              | N/A               |
| -       | The Fabulous Moolah i Patty Nelson                       | 1              | N/A               |
| -       | The Fabulous Moolah i Toni Rose                          | 2              | N/A               |

### Indywidualnie
| Miejsce | Wrestlerka               | Liczba panowań | Łączna liczba dni |
| ------- | ------------------------ | -------------- | ----------------- |
| 1       | Joyce Grable             | 6              | 2095¤             |
| 2       | Wendi Richter            | 3              | 1418¤             |
| 3       | Donna Christanello       | 4              | 1263¤             |
| 4       | Toni Rose                | 5              | 1242–1257¤        |
| 5       | Vicki Williams           | 3              | 677¤              |
| 6       | Ella Envy                | 4              | 489               |
| 7       | June Byers               | 7              | 401–461¤          |
| 8       | Kenzie Paige             | 2              | 343               |
| 9       | Mary Jane Mull           | 2              | 267–327¤          |
| 10      | Allysin Kay              | 1              | 287               |
| 10      | Marti Belle              | 1              | 287               |
| 12      | Charity King             | 1              | 231               |
| 12      | Danni Bee                | 1              | 231               |
| 14      | Madi Wrenkowski          | 1              | 196               |
| 14      | Missa Kate               | 1              | 196               |
| 16      | Kylie Paige              | 1              | 139               |
| 17      | Millie Stafford          | 3              | 134¤              |
| 18      | Judy Martin              | 2              | 128¤              |
| 18      | Leilani Kai              | 2              | 128¤              |
| 20      | Daisy Mae                | 2              | 123–182¤          |
| 20      | Golden Venus             | 2              | 123–182¤          |
| 22      | Miss Starr               | 1              | 105               |
| 23      | Carol Cook               | 1              | 75–104¤           |
| 23      | Ruth Boatcallie          | 1              | 75–104¤           |
| 25      | Big Mama                 | 1              | 98                |
| 26      | Kathy O’Day              | 1              | 21                |
| 27      | Penny Mitchell           | 1              | 10¤               |
| 27      | Velvet McIntyre          | 1              | 10¤               |
| 29      | Princess Victoria        | 1              | 7                 |
| 29      | Sabrina                  | 1              | 7                 |
| 31      | Tiffany Nieves †         | 1              | 45+               |
| 31      | Valentina †              | 1              | 45+               |
| 33      | Sandy Parker             | 1              | 3                 |
| 33      | Susan Green              | 1              | 3                 |
| 35      | Charlette Renegade       | 1              | 1                 |
| 35      | Robyn Renegade           | 1              | 1                 |
| 37      | Roxy                     | 1              | <1                |
| 38      | Beverly Shade            | 1              | <1–22¤            |
| 38      | Natasha the Hatchet Lady | 1              | <1–22¤            |
| -       | Adrienne Ames            | 1              | N/A               |
| -       | Barbara Baker            | 1              | N/A               |
| -       | Ethel Johnson            | 1              | N/A               |
| -       | Betty Jo Hawkins         | 2              | N/A               |
| -       | Bonnie Watson            | 1              | N/A               |
| -       | Ella Waldek              | 1              | N/A               |
| -       | Kay Noble                | 1              | N/A               |
| -       | Lolita Martinez          | 1              | N/A               |
| -       | Lorraine Johnson         | 3              | N/A               |
| -       | Mae Young                | 1              | N/A               |
| -       | Mars Bennett             | 1              | N/A               |
| -       | Pat Lyda                 | 1              | N/A               |
| -       | Patty Nelson             | 1              | N/A               |
| -       | Penny Banner             | 5              | N/A               |
| -       | The Fabulous Moolah      | 3              | N/A               |